# Milan Sachs
Milan Sachs (28. listopadu 1884 Lišov – 4. srpna 1968 Záhřeb) byl česko-chorvatský operní dirigent, houslista a hudební skladatel. Profesně byl spojen především se Zemským divadlem v Brně a se Záhřebskou operou.

## Život
Milan Sachs se narodil 28. listopadu 1884 v Lišově do židovské rodiny. Vystudoval reálku v Českých Budějovicích. Pod vedením Jana Mařáka studoval houslovou hru na Pražské konzervatoři. V roce 1905 nastoupil jako houslista u České filharmonie. V letech 1907–10 působil jako koncertní mistr divadelního orchestru v Bělehradě v Srbsku. V letech 1910–11 byl učitelem hudby v Novém Sadu. V roce 1911 získal místo dirigenta opery v Záhřebu (tehdy součást Rakousko-Uherska) kde působil až do roku 1932. Kromě oper dirigoval též symfonické koncerty. V Záhřebu propagoval českou hudbu. Uvedl Smetanovy opery Prodanou nevěstu, Dalibora a Hubičku. 29. června 1920 uvedl poprvé v tehdejší Jugoslávii Janáčkovu Její pastorkyňu.
V létě 1932 byl Milan Sachs jmenován šéfem opery Zemského divadla v Brně.. Roku 1933 zde dirigoval světovou premiéru Stravinského baletu Svatba (Svaděbka, Les Noces) v choreografii Mášy Cvejicové. Důsledně se věnoval také české tvorbě. V roce 1933 představil Janáčkovu operu Káťa Kabanová (poprvé od smrti autora v roce 1928). Dne 4. října 1936 uvedl Sachs v Brně světovou premiéru Dvořákovy symfonie č. 1 C moll Zlonické zvony. Dílo bylo zkomponováno již roku 1865, ale až do svého znovuobjevení v roce 1923 bylo považováno za ztracené (Dvořák, který zemřel roku 1904, tedy svou první symfonii nikdy neslyšel).
Vinou sílící antisemitské perzekuce byl Sachs nucen opustit roku 1938 Brno. Odstěhoval se zpět do Záhřebu. V roce 1941 konvertoval ke katolicismu ve snaze vyhnout se perzekuci Ustašovským režimem. Po válce v letech 1945-1955 řídil Záhřebskou operu. Zde nastudoval řadu Beethovenových symfonií a také Smetanův cyklus Má vlast. Natočil řadu nahrávek, včetně opery Ivana Zajce Nikola Šubić Zrinski.
Milan Sachs zemřel v Záhřebu 4. srpna 1968 ve věku 83 let. Po Milanu Sachsovi byla v Zahřebu pojmenována ulice a školka.